# ایچانگ
ایچانگ (به لاتین: Yichang) یک شهر مرکزی در جمهوری خلق چین است که در هوبئی واقع شده‌است.

## خصوصیات
ایچانگ ۲۱٬۲۲۷ کیلومترمربع مساحت و ۴٬۰۵۹٬۶۸۶ نفر جمعیت دارد و ۵۸ متر بالاتر از سطح دریا واقع شده‌است.

## خواهرخوانده
شهرهای متز و زاپروژیا خواهرخوانده‌های ایچانگ هستند.